# Stężyca (gemeente in powiat Rycki)
De gemeente Stężyca is een landgemeente in het Poolse woiwodschap Lublin, in powiat Rycki.
De zetel van de gemeente is in Stężyca.
Op 30 juni 2004 telde de gemeente 5540 inwoners.

## Oppervlakte gegevens
In 2002 bedroeg de totale oppervlakte van gemeente Stężyca 116,78 km², waarvan:
- agrarisch gebied: 63%
- bossen: 18%

De gemeente beslaat 18,97% van de totale oppervlakte van de powiat.

## Demografie
Stand op 30 juni 2004:
| Omschrijving                   | Totaal | Totaal | Vrouwen | Vrouwen | Mannen | Mannen |
| ------------------------------ | ------ | ------ | ------- | ------- | ------ | ------ |
| eenheid                        | aantal | %      | aantal  | %       | aantal | %      |
| inwoners                       | 5540   | 100    | 2809    | 50,7    | 2731   | 49,3   |
| bevolkingsdichtheid (inw./km²) | 47,4   | 47,4   | 24,1    | 24,1    | 23,4   | 23,4   |

In 2002 bedroeg het gemiddelde inkomen per inwoner 1402,27 zł.

## Administratieve plaatsen (sołectwo)
Brzeziny, Brzeźce, Długowola, Drachalica, Kletnia, Krukówka, Nadwiślanka, Nowa Rokitnia, Paprotnia, Pawłowice, Piotrowice, Prażmów, Stara Rokitnia, Stężyca, Zielonka.

## Overige plaatsen
Błędowice, Borowina, Bory, Brzeziny-Kolonia, Brzeźce-Kolonia, Plebanka, Zapiaszcze.

## Aangrenzende gemeenten
Dęblin, Kozienice, Maciejowice, Ryki, Sieciechów, Trojanów